# 伊織はやと
伊織 はやと（いおり はやと、11月23日 - ）は、歌劇 ザ・レビュー ハウステンボス・チームフラワーの元トップスター。元OSK日本歌劇団男役スター。

## 人物・略歴
福島県伊達郡桑折町出身。
桑折町の寿司屋の4人姉妹の長女。血液型A型、いて座。趣味は舞台鑑賞。好きな食べ物は果物、和菓子
高校3年生の時、友人から宝塚歌劇のビデオを貸してもらい、男役や歌劇の世界に魅了され、その道を志す。日本歌劇学校の受験に備え、新幹線で福島から東京まで往復3時間かけて歌劇専門の予備校（東京アートスクール）に通っていた。
- 1997年（平成9年）日本歌劇学校入学。72期生[1]。
- 1999年（平成11年）OSK日本歌劇団に入団[1]。
- 2003年（平成15年）OSK日本歌劇団解散に伴い退団[1]。
- OSK日本歌劇団を退団後、石川県七尾市和倉温泉の加賀屋専属の雪月花歌劇団に所属。同歌劇団の月組と花組のトップ（主演）も勤めたこともある[2]。
- 2013年（平成25年）よりハウステンボスに開設されたハウステンボス歌劇団（現・歌劇 ザ・レビュー ハウステンボス）に所属。チーム華の男役トップスターとして園内の劇場で公演活動を行う。相手役は同じOSK日本歌劇団出身の深佳さえ。
- 2020年（令和2年）12月24日、ハウステンボスのミューズ・ホールで開催されたメモリアル公演を最後に、相手役トップの深佳さえとともに歌劇 ザ・レビュー ハウステンボスを退団。

## ハウステンボス歌劇団における主な舞台

### 2013年
- 7月13日～8月31日、ファンタスティックレビュー「夢を追う妖精」（主演あり）
- 9月1日～2014年1月5日、ファンタスティックレビュー「花に舞う妖精たち」（主演あり）
- 11月23日～24日、国際文化交流公演 Japanese Dance & Music～日カンボジア国交樹立60周年・日ASEAN友好協力40周年記念公演～（カンボジア王国、王立チャットモック劇場）

### 2014年
- 1月11日〜1月31日、日舞レビュー「今様 Konyou～祝い舞～」（ミューズホール杮落とし公演）
- 1月11日～4月12日、「Love Emotion」（主演あり）
- 4月29日、大型国際クルーズ客船「コスタビクトリア」佐世保出港イベント特別公演（佐世保港／長崎県佐世保市）
- 4月13日～7月19日、「花のコンチェルト」（主演あり）
- 8月4日、「The Revue～幸せの風をあなたに～」（ホテル日航熊本／熊本県熊本市）
- 8月5日、「７stars サマーレビュー」（熊本市男女共同参画センター「はあもにい」／熊本市）
- 9月6日～2015年1月20日、チーム花 公演「Legendary Dream～愛のはじまり～」（主演）
- 10月3日、世界フラワーガーデンショー2014 プレミアムパーティー（ハウステンボス／佐世保市）
- 10月18日、佐世保警察署1日署長
- 12月4日、第2回リノリースCLUB全国大会 （ヒルトン福岡シーホーク／福岡県福岡市）チーム花
- 12月31日、特別公演～歌劇団と一緒にカウントダウンを迎えよう～（ハウステンボス）チーム花

### 2015年
- 1月1日〜3日、お正月特別祝賀祭 チーム花
- 1月24日～6月9日、チーム花 公演「Sa・Ku・Ra」（主演）
- 6月13日～10月20日、チーム花 公演「MOVIN'ON！～ほんの少しの勇気をもって～」（主演）
- 10月24日～2016年3月1日、チーム花 公演「ダンシング　ハート～刹那にRED SPARK～」（主演）
- 11月3日、ハウステンボス歌劇団　熊本公演　レビューショー　The Revue（熊本県立劇場／熊本市)　チーム花（主演）
- 12月21～22日、ハウステンボス歌劇団 Blue Rose Special Christmas Dinner Show 2015

### 2016年
- 1月1～4日、ハウステンボス歌劇団 「お正月特別祝賀祭」～新チームトップお披露目公演～
- 3月5日〜7月19日、チーム花 公演「BIG WAVE～不死鳥海賊団 ブルーポセイドンの海を越えて～」（主演）
- 4月17日、チーム心（ハート）出陣式
- 4月29日・30日、ハウステンボス歌劇団 チーム心 こけら落し特別公演
- 7月16日、ハウステンボス歌劇団 3周年記念「PremiumShow〜天開〜」
- 7月23日〜11月8日、「LIE & TRUTH〜孤高の花〜」（主演）